# پروروتوداکتیلوس
پروروتوداکتیلوس (به انگلیسی: Prorotodactylus)، گونه‌ای از دایناسورسانان هستند که اسکلت آن‌ها در صخره‌های ۲۵۰ میلیون ساله در لهستان کشف شده و نشان می‌دهد اولین موجود شبیه به دایناسور ۹ میلیون سال زودتر از آنچه تاکنون تصور می‌شد ظهور کرده‌است. این دایناسور به اندازه یک گربه خانگی بود و روی چهار پا راه می‌رفت.